# مقبس 4
مقبس 4 (بالإنجليزية: Socket 4) وهو أول مقبس لوحدات المعالجة المركزية يدعم بالفطرة سلسلة بنتيوم الأولى من شركة إنتل. وهو المقبس الوحيد لسلسة بنتيوم بجهد كهربائي 5 فولت. ولم يكن له طريقة تطوير للوحدات بسرعه أكبر من 75 هرتز, لأن شركة إنتل اعتمدت الجهد الكهربائي 3.3 فولت لسلسلة بنتيوم اللاحقة المستخدمة لمقبس 5. ولكنه تستطيع استخدام بعض معالجات بنتيوم أوفر درايف بسرعة تصل إلى 133 MHz.